# Кошелево (зупинний пункт)
Кошелево (біл. Кошалева) — зупинний пункт Берестейського відділення Білоруської залізниці в Берестейському районі Берестейської області. Розташоване за 2,9 км на захід від села Кошелево; на лінії Барановичі-Центральні — Берестя-Центральний, поміж зупинним пунктом Харитони і станцією Берестя-Східний.